# Bachtelhörnli
Bachtelhörnli är en kulle i Schweiz. Den ligger i distriktet Hinwil och kantonen Zürich, i den östra delen av landet, 120 km öster om huvudstaden Bern. Toppen på Bachtelhörnli är 968 meter över havet.